# 大川市立大野島小学校
大川市立大野島小学校（おおかわしりつ おおのしましょうがっこう）は、福岡県大川市大野島にある市立の小学校。
学校行事で、南部にある佐賀県佐賀市立大詫間小学校と交流を行っている。

## 概要
歴史
1873年（明治6年）創立の「江南小学校」を前身とする。数回の改組・改称を経て、現校名になったのは1954年（昭和29年）。2023年（令和5年）に創立150周年を迎えた。
学校教育目標
「志をもって意欲的に学び、心豊かに、たくましく生きる子どもの育成」
校章
桜の花弁を校名の頭文字である「大」の文字に見えるように並べ、中央に「小」の文字を配している。
校歌

通学区域
大川市行政区名による「大野島東町、大野島北町、大野島中町、大野島西町、大野島南町」。中学校区は大川市立大川桐英中学校。

## 沿革
- 1873年（明治6年） 6月 - 大角宮前の旧柳川藩の米倉を借用の上、校舎として「江南小学校」が創立。
- 1885年（明治18年）- 五家に校舎を新築の上、「大野島小学校」に改称。
- 1886年（明治19年）4月 - 小学校令施行により、簡易科（3年制）を設置の上、「簡易大野島小学校」に改称。
- 1889年（明治22年）4月1日 - 町村制の施行により、「大野島村」が発足。
- 1892年（明治25年）4月 - 校舎を再び大角宮前に移し、「大野島尋常小学校」（4年制）に改称。
- 1903年（明治36年）4月 - 大下（おおじも）に分教場を設置。
- 1907年（明治40年）4月 - 高等科（2年制）を併置の上、「大野島尋常高等小学校」（尋常科4年・高等科2年）に改称。藁葺き校舎1棟が完成。
- 1908年（明治41年）4月 - 改正小学校令により、尋常科（義務教育）が4年制から6年制に改められる。旧高等科1年を新尋常科5年に、旧高等科2年を新尋常科6年とする。これにより、「大野島尋常小学校」（6年制）に改称。
- 1911年（明治44年）4月 - 高等科を併置の上、「大野島尋常高等小学校」（尋常科6年・高等科2年）に改称。藁葺き校舎1棟を増築。
- 1941年（昭和16年）4月1日 - 国民学校令施行により、「大野島村国民学校」に改称。尋常科を初等科に改める。
- 1943年（昭和18年）- 木造2階建て校舎が完成。
- 1947年（昭和22年）4月1日 - 学制改革が行われる（六・三制の実施）。
  - 国民学校初等科は、新制小学校「大野島村立大野島小学校」に改組・改称。
  - 国民学校高等科は、青年学校普通科とともに、新制中学校「大野島村立大野島中学校」に改組・改称。当初、小学校に併設される。
- 1953年（昭和28年）8月 - 中学校の独立校舎が完成したため、併設を解消。
- 1954年（昭和29年）4月1日 - 三潴郡1町（大川）5村（三又・田口・川口・木室・大野島）の合併により、「大川市」が発足。これにより「大川市立大野島小学校」（現校名）に改称。
- 1957年（昭和32年）10月 - 木造新校舎（8教室等）が完成。
- 1959年（昭和34年）6月 - 講堂が完成。
- 1960年（昭和35年）5月 - 大川市立中学校2校（大野島・川口）の統合により、中学校区が大川市立大川南中学校となる。
- 1964年（昭和39年）7月 - プールが完成。
- 1967年（昭和42年）7月 - 運動場南側を拡張。
- 1976年（昭和51年）11月 - 鉄筋コンクリート造3階建て新校舎の建設に着手。
- 2020年（令和2年）4月 - 大川市立中学校2校（大川南・大川）の統合により、中学校区が大川市立大川桐英中学校となる。
- 2024年（令和6年）4月 - 大川市立小学校で2学期制が導入される[2]。

## 交通
最寄りの鉄道駅
- 西日本鉄道 西鉄天神大牟田線 「矢加部駅」（柳川市）

最寄りの幹線道路
- 福岡県道・佐賀県道18号大牟田川副線・佐賀県道・福岡県道140号大詫間大川線「大野島」交差点

## 周辺
- 筑後川総合運動公園体育センター
- 大川市弓道場
- 大野島コミュニティセンター
- 大野島郵便局
- 大野島漁協
- 堤防用水記念碑と解説板
- 筑後川

## 参考資料
- 「大川市誌」（1977年（昭和52年）12月21日発行, 大川市）p.1279～ 教育・文化（p.1291 大野島小学校）